# Lütschental
Lütschental es una comuna suiza del cantón de Berna, situada en el distrito administrativo de Interlaken-Oberhasli. Limita al oeste y al norte con la comuna de Gündlischwand, al extremo noreste con Iseltwald, al este y sur con Grindelwald, y al suroeste con Lauterbrunnen.
Hasta el 31 de diciembre de 2009 situada en el distrito de Interlaken.

## Ciudades hermanadas
- Gelterkinden
- Bettlach